# Guldazalea
Guldazalea (Rhododendron luteum) er en løvfældende busk med en åben vækst. Guldazalea er hjemmehørende på bjergenge i f.eks. Karpaterne.

## Beskrivelse
Barken er først lysegrøn. Senere bliver den stribet lysegrøn/beige, og til sidst er den gråbrun og afskallende. Knopperne er spredte, ægformede med tydelig spids, store og lysegrønne. Bladene er samlet tæt op under skudspidsen. Over- og underside er lysegrøn med en rødlig toning og behåret. Randen er bølget eller let bugtet. Høstfarven er gul til orange. 
Blomsterne springer ud i maj, og de er samlet i løse knipper ved skudspidserne. De enkelte blomster er gule og klokkeformede med stærk og sød duft. Frugterne er brune kapsler. Frøene modner godt og spirer villigt.
Rodnettet består af fine, tæt forgrenede trævlerødder, der ligger meget højt i jorden. Azalea er – som alle planter i lyngfamilien – stærkt afhængig af samlivet med én eller flere mycorrhizasvampe.
Højde x bredde og årlig tilvækst: 2 x 3 m (30 x 40 cm/år).

## Hjemsted
Guldazalea vokser på bjergenge eller som underskov i lyse birke- eller nåleskove i Karpaterne, på Balkan og i Kaukasus.

## Anvendelse
Busken er egnet til fuld sol eller halvskygge i surbundsbedet.

Nektar (og derfor også honning) fra guldazalea og flere andre arter af rododendron er giftig for mennesker, men ikke for bier.